# Contarinia castaneae
Contarinia castaneae är en tvåvingeart som först beskrevs av George Ledyard Stebbins 1910.  Contarinia castaneae ingår i släktet Contarinia och familjen gallmyggor. Inga underarter finns listade i Catalogue of Life.